# Неон Джънгъл
„Неон Джънгъл“ (на английски: Neon Jungle) е британска момичешка група с членове Шийрън Куткелвин, Амира Маккарти, Джесика Плъмър и Асами Здренка. Те стават известни с втория си сингъл „Braveheart“, който достига номер 4 в UK Singles Chart. Дебютният им и единствен албум „Welcome to the Jungle“ достига до номер 8 в британската класация за албуми. Освен заглавната песен на албума следващите сингли които влизат в топ 20 са „Trouble“ and „Louder“. Групата се разделя през 2015 г.

## Дискография

### Студийни албуми
- „Welcome to the Jungle“ (2014)

### Сингли
- „Trouble“ (2013)
- „Braveheart“ (2014)
- „Welcome to the Jungle“ (2014)
- „Louder“ (2014)
- „Can't Stop the Love“ (2014)

## Турнета

### Подгряващи
- Джеси Джей – „Alive Tour“ (2013)

|  | Тази страница частично или изцяло представлява превод на страницата Neon Jungle в Уикипедия на английски. Оригиналният текст, както и този превод, са защитени от Лиценза „Криейтив Комънс – Признание – Споделяне на споделеното“, а за съдържание, създадено преди юни 2009 година – от Лиценза за свободна документация на ГНУ. Прегледайте историята на редакциите на оригиналната страница, както и на преводната страница, за да видите списъка на съавторите. ВАЖНО: Този шаблон се отнася единствено до авторските права върху съдържанието на статията. Добавянето му не отменя изискването да се посочват конкретни източници на твърденията, които да бъдат благонадеждни. |